# Pagsanghan
Pagsanghan ist eine philippinische Stadtgemeinde in der Provinz Samar. Sie hat 7945 Einwohner (Zensus 1. August 2015).

## Baranggays
Pagsanghan ist politisch in 13 Baranggays unterteilt.
| - Bangon - Buenos Aires - Calanyugan - Caloloma - Cambaye - Canlapwas (Pob.) - Libertad | - Pañge - San Luis - Santo Niño - Viejo - Villahermosa Occidental - Villahermosa Oriental |